# Pac’s Life (песня)
«Pac’s Life» — второй посмертный сингл Тупака с одноимённого альбома, в который вошёл первый куплет с трека «This Life I Lead» с альбома Better Dayz. В композиции присутствуют R&B певица Ашанти и рэпер T.I.. В интервью T.I. высказал своё мнение о том, что для него это честь работать над синглом Тупака, так как в своё время Тупак являлся идолом для T.I.. Также на композицию записан ремикс, при участии Snoop Dogg, T.I. и Chris Starr за место Ашанти.
В оригинальной версии, записанной 29 июля 1996, Тупак сам поёт припев. Оригинальная версия содержит семпл песни «Pop Life» в исполнении Принса.
На трек также был снят видеоклип, в котором были показаны ранее не демонстрировавшиеся фотографии и выступления Тупака. Премьера видеоклипа состоялась в Америке 28 ноября 2006 года на телеканале MTV.

## Дорожки
Американский релиз, промо
1. «Pac’s Life» (clean) — 3:38
2. «Pac’s Life» (dirty) — 3:38
3. «Pac’s Life» (instrumental) — 3:38
4. «Pac’s Life» (remix clean) — 3:38
5. «Pac’s Life» (remix dirty) — 3:38
6. «Pac’s Life» (remix instrumental) — 3:38

Европейский релиз
1. «Pac’s Life» — 3:38
2. «Scared Straight» — 3:28

## Позиции в чартах
| Чарт (2006–07)                                    | Высшая позиция |
| ------------------------------------------------- | -------------- |
| Австралия (ARIA)                                  | 34             |
| Germany (GfK Entertainment)                       | 31             |
| Ирландия (IRMA)                                   | 9              |
| Новая Зеландия (Recorded Music NZ)                | 38             |
| Portugal (Portugal Digital Songs)                 | 19             |
| UK R&B (Official Chart Company)                   | 1              |
| UK Singles (Official Charts Company)              | 21             |
| US Bubbling Under Hot 100 Singles (Billboard)     | 19             |
| US Bubbling Under R&B/Hip-Hop Singles (Billboard) | 1              |